# Sunways
Die Sunways AG war ein deutscher Hersteller von Solarzellen, Wechselrichtern und Solarmodulen. Sitz des Unternehmens war Konstanz. Ein weiteres Werk befand sich in Arnstadt. Vertriebsniederlassungen gab es in Barcelona und Bologna.

## Geschichte
Das Unternehmen wurde 1993 als Sunways GmbH von Roland Burkhardt gegründet. 1999 begann die Produktion von Solarzellen. Seit 1999 war Sunways eine Aktiengesellschaft. 2002 erfolgte die vollständige Übernahme der MHH Solartechnik GmbH (Tübingen). Seit Januar 2003 konnten Sunways-Aktien im Prime Standard an der Frankfurter Wertpapierbörse frei gehandelt werden. 
2005 betrugen die Umsatzerlöse 152,3 Millionen Euro, dabei wurden mit den 20 größten Kunden rund 80 Prozent des Umsatzes erzielt. 2005 wurden 240 Mitarbeiter beschäftigt.
Ende 2006 bestand der Vorstand aus Roland Burkhardt (Vorsitzender), Ralph Kienzler und Michael Wilhelm. 
2010 wurde die Tochtergesellschaft MHH Solartechnik GmbH mit Sitz in Tübingen an die Baywa Green Energy GmbH, eine Tochtergesellschaft der BayWa verkauft.
Am 31. Dezember 2011 legte der chinesische Anbieter LDK Solar ein Übernahmeangebot vor. Mit Stand Januar 2013 hielt LDK rund 71 % der Anteile an Sunways.
Am 7. Mai 2013 wurde am Amtsgericht Konstanz das vorläufige Insolvenzverfahren über Sunways eröffnet. Antragstellerin war die Baden-Württembergische Bank (BW-Bank) als Gläubigerin von Sunways; mehrere Banken hatten zuvor Kredite in Millionenhöhe gekündigt. Zum vorläufigen Insolvenzverwalter wurde der Rechtsanwalt Thorsten Schleich bestellt.
Das Amtsgericht Konstanz hob am 14. August 2013 das vorläufige Insolvenzverfahren über das Vermögen der Sunways AG und ihrer Tochtergesellschaft Sunways Production GmbH wieder auf, nachdem eine Vergleichsvereinbarung mit den wichtigsten Gläubigern und dem Mehrheitsaktionär wirksam geworden war.
Am 21. März 2014 stellte das Unternehmen erneut beim Amtsgericht Konstanz einen Insolvenzantrag. Am 30. April 2014 teilte Sunways mit, dass die beiden Geschäftsbereiche Wechselrichter und gebäudeintegrierte Photovoltaik an eine Tochterfirma des chinesischen Solarkonzerns Shunfeng verkauft werden. Weil Wechselrichter von Sunways nicht nur unter der eigenen Marke, sondern auch baugleich unter den Namen Würth SolarStar sowie Schüco Solar vertrieben worden waren, hatte Sunways seinerzeit in Mitteleuropa einen relevanten Marktanteil. Allen Konstanzer Mitarbeitern, die nicht in diesen beiden Bereichen beschäftigt waren, wurde gekündigt. Das betraf rund 50 Prozent der Mitarbeiter oder etwa 130 Personen. Der Standort Arnstadt mit noch 35 verbliebenen Mitarbeitern wurde im Juni 2014 an die neugegründete Bluecell GmbH des Schweizers Marc Gion Berthoud verkauft.